# Tennosee
Der Tennosee (veraltet Thenner See) (italienisch Lago di Tenno) ist ein Bergsee auf dem Gebiet der Gemeinde Tenno im Trentino, Italien in einem abgeschlossenen Becken nördlich des Gardasees.
Er liegt auf einer Höhe von 570 Metern über dem Meeresspiegel, eingebettet in eine nahezu unberührte Naturlandschaft am Fuße des Monte Misone. Bemerkenswert ist seine besondere, ins Türkis bis Himmelblau gehende Farbe, weswegen er auch Lago Azzurro genannt wird. 
Der See hat eine Größe von etwa 0,25 km², was aber je nach Niederschlagsmenge variiert. Im Herbst können starke Regenfälle den See um 15 Meter ansteigen lassen, was dazu führt, dass die am südöstlichen Eck liegende kleine Insel komplett mit Wasser bedeckt wird. Diese erst 1986 zum ersten Mal aus dem See aufgetauchte Insel bildet bei langanhaltender Trockenheit eine Halbinsel, wenn die dahinter liegende Bucht austrocknet. 
Den Zufluss bildet der Rio Secco, während der See keinen direkten Abfluss besitzt, sondern durch Sickerwasser etwa 30 Höhenmeter unter dem See den Rio Magnone speist. In einer Studie wurde der Lago di Tenno als sauberster Süßwassersee Italiens ermittelt. 
Das Ufer ist nicht mit dem Auto zu erreichen, sondern nur zu Fuß über eine Steintreppe. Der Uferstreifen ist durch mehrere Wege erschlossen, die um den See führen. Der See ist umgeben von Wald, das Ufer ist naturbelassen und das Wasser glasklar. Im Sommer ist er ein beliebter Badesee.

## Entstehung
Der See ist durch einen Bergrutsch von der orographisch rechten Talseite entstanden, der den Zufluss aufgestaut hat. Aufgrund am Seegrund entdeckter Baumstämme eines ehemaligen und nun mit Wasser bedeckten Waldes konnte mittels Radiokarbonmethode festgelegt werden, dass der See zu Beginn des 12. Jahrhunderts entstanden sein muss. Aus dieser Zeit stammen noch andere durch Bergrutsche aufgestaute Seen im Trentino (Cei, Canzolino, Levico, Tovel), was den Schluss einer erhöhten seismischen Aktivität zu dieser Zeit zulässt, die zu einer vermehrten Anzahl von Bergstürzen geführt hat.

## Fischfauna
Im Tennosee sind folgende Fischarten anzutreffen: Aal, Alburnus arborella (eine Art aus der Gattung Alburnus), Bachforelle, Döbel, Flussbarsch, Regenbogenforelle und Rotfeder.

## Sonstiges
Die Entstehung des Sees ist mit einer Legende verbunden. So soll an der Stelle des Sees einst eine alte Siedlung gelegen haben, die aufgrund ihrer gotteslästerlichen Bewohner in einer zur Mittagszeit ausgebrochenen Sintflut in den Wassermassen verschwand, aus denen sich der See bildete. Die wenigen Überlebenden sollen im Gedenken an dieses Ereignis den nahegelegenen Ort Pranzo (deutsch Mittagessen) errichtet haben.